# Diesel and Power
Diesel and Power è il primo album in studio della rock band svedese Backyard Babies. Pubblicato nel 1994, nel 2006 è stato rimasterizzato dalla loro nuova etichetta personale Billion Dollar Babies con l'aggiunta della bonus track Lies.

## Tracce
1. Smell the Magic – 2:20
2. Bad to the Bone – 2:59
3. Strange Kind of Attitude – 4:45
4. Diesel and Power – 4:39
5. Love – 3:53
6. Wild Dog – 3:24
7. Fly Like a Little... – 4:27
8. Electric Suzy – 3:16
9. Kickin' Up Dust – 4:17
10. Should I Be Damned – 4:14
11. Fill Up This Bad Machine – 3:10
12. Heaven in Hell – 4:58
13. Shame – 7:52

Traccia bonus della ripubblicazione del 2006
1. Lies – 4:51